# Ville Kantee
Ville Kantee (Joutseno, 8 dicembre 1978) è un allenatore di sci nordico ed ex saltatore con gli sci finlandese.

## Biografia

### Carriera sciistica
Nato a Joutseno, città poi accorpata a Lappeenranta, in Coppa del Mondo esordì il 30 novembre 1996 a Lillehammer (27°) e ottenne la prima vittoria, nonché primo podio, il 28 novembre 1999 a Kuopio.
In carriera prese parte a due edizioni dei Campionati mondiali, vincendo due medaglie, e a una dei Mondiali di volo, Vikersund 2000 (23°).

### Carriera da allenatore
Dal maggio 2010 è vice-allenatore della squadra di salto della nazionale finlandese.

## Palmarès

### Mondiali
- 2 medaglie:
  - 2 argenti (gara a squadre dal trampolino normale, gara a squadre dal trampolino lungo a Lahti 2001)

### Coppa del Mondo
- Miglior piazzamento in classifica generale: 6º nel 2000
- 11 podi (6 individuali, 5 a squadre):
  - 5 vittorie (2 individuali, 3 a squadre)
  - 3 secondi posti (2 individuali, 1 a squadre)
  - 3 terzi posti (2 individuali, 1 a squadre)

#### Coppa del Mondo - vittorie
| Data             | Località  | Nazione   | Trampolino                                                               |
| ---------------- | --------- | --------- | ------------------------------------------------------------------------ |
| 28 novembre 1999 | Kuopio    | Finlandia | Puijo K120                                                               |
| 25 gennaio 2000  | Hakuba    | Giappone  | Hakuba K120 (con Janne Ahonen, Risto Jussilainen e Jani Soininen)        |
| 4 marzo 2000     | Lahti     | Finlandia | Salpausselkä K116 (con Risto Jussilainen, Jani Soininen e Janne Ahonen)  |
| 2 febbraio 2001  | Willingen | Germania  | Mühlenkopf K120 (con Jussi Hautamäki, Jani Soininen e Risto Jussilainen) |
| 3 febbraio 2001  | Willingen | Germania  | Mühlenkopf K120                                                          |

#### Nordic Tournament
- 2 podi di tappa[2]:
  - 2 secondi posti